# Verbandsgemeinde Leiningerland
Die Verbandsgemeinde Leiningerland ist eine rheinland-pfälzische Gebietskörperschaft im Norden des Landkreises Bad Dürkheim. Sie wurde zum 1. Januar 2018 aus dem freiwilligen Zusammenschluss der Verbandsgemeinden Grünstadt-Land und Hettenleidelheim gebildet. Ihr gehören 21 eigenständige Ortsgemeinden an. Der Verwaltungssitz befindet sich in Grünstadt, das zwar inmitten der Verbandsgemeinde liegt, ihr aber als verbandsfreie Stadt nicht angehört.

## Geographie

### Lage
Das Verwaltungsgebiet der Verbandsgemeinde liegt im Nordosten der Pfalz. Es erstreckt sich vom nordöstlichen Pfälzerwald im Westen über den Nordteil der Deutschen Weinstraße bei Grünstadt, die im Hügelland des pfälzischen Weinanbaugebiets verläuft, bis nach Dirmstein und Gerolsheim im Osten, wo die Rebenhügel in die Oberrheinische Tiefebene übergehen. Carlsberg im Westen ist mit 330 m am höchsten gelegen, Dirmstein besitzt mit 102 m die niedrigste Ortshöhe.

### Erhebungen
Am Haardrand im Süden der Verbandsgemeinde erhebt sich imposant von der Rheinebene betrachtend der sogenannten Leininger Sporn mit dem Harsberg (433 m), dem Leuchtenberg (424 m) und dem Harzweilerkopf (415 m). Die höchsten Erhebungen befinden sich jedoch weiter westlich im Wattenheimer Wald: der Schafkopf und die Platte (jeweils 439 m), sowie der Heidenberg (445 m). Von der Autobahn aus weithin sichtbar und deshalb viel bekannter ist der Hohe Bühl mit einer Höhe von (444 m).

### Gewässer
Das Gebiet der Verbandsgemeinde wird durch zwei linke Nebenflüsse des Rheins entwässert, den Eckbach und den Eisbach, die im Wesentlichen parallel von Südwest nach Nordost fließen und jeweils knapp 40 km lang sind.

## Geologie
Die Verbandsgemeinde hat Anteil an drei Landschaftstypen: Mittelgebirge, Grabenbruch und Tiefebene. Der Gebirgsanteil im Pfälzerwald mit seinen Randgebirgen Haardt und Leininger Sporn besteht überwiegend aus Buntsandstein, die ebenen Flächen im Osten sind von jungen fluviatilen Sedimenten bedeckt. Die gewaltige Senkungszone des Oberrheingrabens ist an der Erdoberfläche – außer am Grabenrand bei Battenberg und Bobenheim – nicht zu sehen, kann aber geophysikalisch bis in etwa 20 km Tiefe nachgewiesen werden.

## Verbandsangehörige Gemeinden
| Ortsgemeinde                   | Fläche (km²) | Einwohner |
| ------------------------------ | ------------ | --------- |
| Altleiningen                   | 11,47        | 1.712     |
| Battenberg (Pfalz)             | 5,45         | 374       |
| Bissersheim                    | 2,57         | 468       |
| Bockenheim an der Weinstraße   | 11,24        | 2.366     |
| Carlsberg                      | 7,03         | 3.533     |
| Dirmstein                      | 14,67        | 2.982     |
| Ebertsheim                     | 5,29         | 1.315     |
| Gerolsheim                     | 4,81         | 1.826     |
| Großkarlbach                   | 5,26         | 1.144     |
| Hettenleidelheim               | 5,07         | 3.056     |
| Kindenheim                     | 8,96         | 1.046     |
| Kirchheim an der Weinstraße    | 8,98         | 1.871     |
| Kleinkarlbach                  | 2,70         | 836       |
| Laumersheim                    | 4,86         | 892       |
| Mertesheim                     | 2,20         | 412       |
| Neuleiningen                   | 9,07         | 792       |
| Obersülzen                     | 3,52         | 753       |
| Obrigheim                      | 10,81        | 2.814     |
| Quirnheim                      | 4,45         | 802       |
| Tiefenthal                     | 4,21         | 860       |
| Wattenheim                     | 12,53        | 1.702     |
| Verbandsgemeinde Leiningerland | 145,15       | 31.556    |

(Einwohner am 31. Dezember 2024)

## Geschichte
Die Verbandsgemeinden Grünstadt-Land und Hettenleidelheim waren entstanden auf der Grundlage des Dreizehnten Landesgesetzes über die Verwaltungsvereinfachung im Lande Rheinland-Pfalz vom 1. März 1972, das am 22. April 1972 in Kraft trat. Bis dahin hatten die aus der bayerischen Zeit (1816–1946) stammenden Verwaltungsstrukturen existiert. Bei der Verwaltungsreform von 1972 behielten die Ortsgemeinden ihre politische Selbstständigkeit.
Am 28. September 2010 wurde das „Erste Gesetz zur Kommunal- und Verwaltungsreform“ erlassen mit dem Ziel, Leistungsfähigkeit, Wettbewerbsfähigkeit und Verwaltungskraft der kommunalen Strukturen zu verbessern. Für Verbandsgemeinden wurde festgelegt, dass diese mindestens 12.000 Einwohner (Hauptwohnung am 30. Juni 2009) umfassen sollen. Mit 10.880 Einwohnern unterschritt die Verbandsgemeinde Hettenleidelheim diese vorgesehene Mindesteinwohnerzahl; die Verbandsgemeinde Grünstadt-Land hatte am Stichtag 20.190 Einwohner.
Bei einer Expertenanhörung am 23. Februar 2016 vor dem Innenausschuss des Landtags hatte der damalige Bürgermeister Reinhold Niederhöfer (Grünstadt-Land) berichtet, durch die Zusammenlegung seien erhebliche Kosteneinsparungen zu erwarten; diese hätten im Vorgriff auf die Fusion bereits 250.000 Euro betragen und würden sich beispielsweise einmalig bei der Feuerwehr auf 214.000 Euro und künftig jährlich allein bei der Bau- und Finanzverwaltung auf 836.000 Euro belaufen.
Am 24. Februar 2016 verabschiedete der Landtag das Landesgesetz über den Zusammenschluss der Verbandsgemeinden Grünstadt-Land und Hettenleidelheim. Es bestimmte, dass zum 1. Januar 2018 aus den bisherigen Verbandsgemeinden Grünstadt-Land und Hettenleidelheim eine neue Verbandsgemeinde gebildet wurde, die den Namen „Leiningerland“ führt. Dieser Name wurde gewählt, weil das Territorium der Verbandsgemeinde früher überwiegend unter der Herrschaft der Leininger Grafen gestanden hatte. Der Sitz der Verwaltung befindet sich in Grünstadt, als Verwaltungsgebäude dient dasjenige der vormaligen Verbandsgemeinde Grünstadt-Land.
Das Land gewährte aus Anlass der Bildung der neuen Verbandsgemeinde eine Zuweisung in Höhe von 2 Mio. Euro.

### Einwohnerentwicklung
| Verbandsgemeinde Leiningerland: Einwohnerzahlen von 2012 bis 2024                                                                  | Verbandsgemeinde Leiningerland: Einwohnerzahlen von 2012 bis 2024 | Verbandsgemeinde Leiningerland: Einwohnerzahlen von 2012 bis 2024 | Verbandsgemeinde Leiningerland: Einwohnerzahlen von 2012 bis 2024 | Verbandsgemeinde Leiningerland: Einwohnerzahlen von 2012 bis 2024 |
| --- | ----------------------------------------------------------------- | ----------------------------------------------------------------- | ----------------------------------------------------------------- | ----------------------------------------------------------------- |
| Jahr |                                                                   |                                                                   |                                                                   | Einwohner                                                         |
| 2012 | 2012                                                              |                                                                   | 30.505                                                            | 30.505                                                            |
| 2015 | 2015                                                              |                                                                   | 30.557                                                            | 30.557                                                            |
| 2020 | 2020                                                              |                                                                   | 31.264                                                            | 31.264                                                            |
| 2024 | 2024                                                              |                                                                   | 31.556                                                            | 31.556                                                            |
| Quelle(n): statistik.rlp.de Anmerkung(en): Die Entwicklung der Einwohnerzahl, bezogen auf das heutige Gebiet der Verbandsgemeinde. |                                                                   |                                                                   |                                                                   |                                                                   |

## Politik

### Verbandsgemeinderat und Bürgermeister
Der Verbandsgemeinderat Leiningerland besteht aus 40 ehrenamtlichen Ratsmitgliedern, die bei der Kommunalwahl am 9. Juni 2024 in einer personalisierten Verhältniswahl gewählt wurden, und dem hauptamtlichen Bürgermeister als Vorsitzendem.
Die ersten Wahlen des Verbandsgemeinderats und des Bürgermeisters der neuen Verbandsgemeinde fanden, festgesetzt von der Kreisverwaltung des Landkreises Bad Dürkheim, am 7. Mai 2017 statt, fast acht Monate vor Vollzug der Gebietsänderung. Um den Bürgermeisterposten bewarben sich für die SPD der bisherige Bürgermeister von Grünstadt-Land, Reinhold Niederhöfer, für die CDU der Beigeordnete des Landkreises Bad Dürkheim, Frank Rüttger, der parteilose Uwe Martin und weitere Kandidaten. In der Stichwahl setzte sich Rüttger mit 52,3 % gegen Niederhöfer (47,7 %) durch.
Die Wahlzeiten der bisherigen Verbandsgemeinderäte von Grünstadt-Land und Hettenleidelheim sowie die Amtszeiten der bisherigen Bürgermeister der Verbandsgemeinden endeten am 31. Dezember 2017.
Die Sitzverteilung im gewählten Verbandsgemeinderat:
| Wahl | SPD | CDU | Grüne | FDP | FWG | WGD | Gesamt   |
| ---- | --- | --- | ----- | --- | --- | --- | -------- |
| 2024 | 9   | 12  | 4     | 2   | 13  | –   | 40 Sitze |
| 2017 | 14  | 14  | 2     | 1   | 8   | 1   | 40 Sitze |

- FWG = Freie Wählergruppe Leiningerland e. V.
- WGD = Wählergruppe Dennhardt

Seit der Konstituierung des Verbandsgemeinderats 2018 bilden CDU und FWG eine Koalition.

### Wappen
Das im Jahr 2018 neu entwickelte Wappen der Verbandsgemeinde, durch ein goldenes Kreuz geviert, weist wesentliche Elemente aus den Wappen der Vorgängerkörperschaften auf: Den Leininger Adler, den kurpfälzischen Löwen, den Petrusschlüssel des Bistums Worms sowie eine Weintraube mit – nun 21 – Beeren und zwei Blättern. Die Beeren symbolisieren die 21 Ortsgemeinden, die beiden Weinblätter die Rebflächen beidseits von Eckbach und Eisbach.

## Wirtschaft und Infrastruktur

### Wirtschaft
Neben einigen Industrieunternehmen (beispielsweise Dradura in Altleiningen, Südzucker in Obrigheim, Spiess in Kleinkarlbach) mit maximal gut 1000 Beschäftigten besitzen vor allem der Weinbau und der Tourismus wirtschaftliche Bedeutung. Gleichwohl pendeln zahlreiche Einwohner in die benachbarten Wirtschaftsräume von Mannheim/Ludwigshafen bzw. Kaiserslautern.

### Verkehr
Durch das Gebiet der Verbandsgemeinde führt von West nach Ost die Autobahn 6 (Saarbrücken–Mannheim). Bei Grünstadt wird sie von der Bundesstraße 271 gekreuzt, die als Deutschen Weinstraße im Süden Neustadt mit Alzey im Norden verbindet. Die  Bundesstraße 47 in West-Ost-Richtung findet ihren Anfang in Wattenheim über Worms in den Odenwald. Wichtigste Bahnstrecke ist die Pfälzische Nordbahn (Neustadt–Monsheim), die parallel zum Haardgebirge verläuft. In Grünstadt zweigt die Eistalbahn ab und verlässt nach Ebertheim die Verbandsgemeinde in Richtung Eisenberg.